# Ulejno (województwo wielkopolskie)
Ulejno – wieś w Polsce położona w województwie wielkopolskim, w powiecie średzkim, w gminie Środa Wielkopolska.
Wieś królewska Uleyno położona była w 1772 roku w powiecie pyzdrskim województwa kaliskiego. W latach 1975–1998 miejscowość administracyjnie należała do województwa poznańskiego.

## Zabytki
Zespół dworski i folwarczny (nr rej.: 77/Wlkp/A z 7.02.2002) :
- dwór, 1910
- park XIX/XX w.
- 2 obory, 1885